# 德拉奇
49°54′30″N 27°1′37″E / 49.90833°N 27.02694°E
德拉奇（烏克蘭語：Драчі）是位於烏克蘭西部的村莊，由赫梅利尼茨基州裡赫梅利尼茨基區的舊康斯坦丁尼夫市鎮負責管轄。該村面積1.18平方公里，海拔高度281米，2001年人口405，人口密度每平方公里344.4人。